# Odette Ferreira
Maria Odette Santos Ferreira (Lisboa, 4 de junio de 1925 – Lisboa, 7 de octubre de 2018), más conocida como Odette Ferreira, fue una farmacéutica, profesora e investigadora portuguesa. Pionera en la investigación del sida en Portugal, fue responsable de la identificación del virus VIH tipo 2. Coordinó la Comisión Nacional de Lucha contra el Sida y creó el programa Diz Não a Uma Seringa em Segunda Mão (en español: Di No a las jeringuillas de segunda mano).

## Trayectoria
Nació en Lisboa el 4 de junio de 1925 en el seno de una familia de farmacéuticos. Su abuelo fue dueño de la primera farmacia en la ciudad de Bolama, en Guinea-Bisáu, donde se fue a vivir cuando apenas tenía 3 meses. Regresó a Portugal a la edad de 10 años y estudió en el Colégio Moderno de Lisboa. Después estudió en la Facultad de Farmacia de la Universidad de Lisboa, donde se graduó en 1970.
Siete años más tarde, obtuvo su doctorado en la Universidad de París-Sur con su estudio epidemiológico sobre el uso del lisotipo de Pseudomonas aeruginosa en la detección de infecciones nosocomiales causadas por el bacilo piociánico.
A partir de los años ochenta se dedicó a estudiar el virus responsable del sida (síndrome de inmunodeficiencia adquirida), y fue ella quien diagnosticó los primeros casos portugueses, entre ellos el del compositor y cantante António Variações.
En 1985, se descubrió que muestras de sangre de pacientes VIH positivos en Guinea-Bisáu contenían un virus VIH que se comportaba de manera diferente a lo que se había descubierto unos años antes. Ante ello, Ferreira viajó París con una muestra de sangre dentro de su abrigo, para que fuera estudiado en el Instituto Pasteur por el equipo del laboratorio del virólogo Luc Montagnier, del que ella formaba parte. De esta manera, se pudo identificar un segundo virus responsable del sida, el VIH tipo 2, que revolucionó el diagnóstico y la epidemiología de la infección.
Entre 1992 y el 2000, Ferreira asumió la función de coordinación de la Comisión Nacional de Lucha contra el SIDA. Al año siguiente, en 1993, se creó el programa Di No a la Jeringa de Segunda Mano, que consistía en intercambiar jeringas usadas en farmacias por otras nuevas, lo que supuso una importante reducción de nuevos casos de hepatitis B, hepatitis C y VIH entre las personas drogadictas. En 2018, 25 años después de la creación del programa reconocido como ejemplo a nivel mundial, la Dirección General de Salud (DGS) de Portugal informó que desde su inicio se habían distribuido 57.488.517 agujas y jeringas y 30.396.489 de condones masculinos.
Además, Ferreira impulsó otros proyectos en la lucha contra el SIDA, como los centros de detección anónimos y gratuitos, los servicios de apoyo domiciliario a pacientes coordinados por la Santa Casa da Misericórdia de Lisboa y la primera unidad de cuidados paliativos para pacientes con sida de Lisboa.
En 2015, Ferreira publicó su biografía titulada Una lucha, una vida: Ni siquiera necesitaba tanto. Falleció Lisboa el 7 de octubre de 2018, a los 93 años.

## Reconocimientos
Ferreira ha sido distinguida en diversas ocasiones por el gobierno de Portugal o el de Francia, entre otras instituciones. En 1975, le fue impuesta la Orden de las Palmas Académicas francesa y en 1987 recibió la Orden Nacional de la Legión de Honor. Al año siguiente, fue nombrada Comandante de la Antigua, Noble e Iluminada Orden Militar de Sant'Iago da Espada, al Mérito Científico, Literario y Artístico. En 1989 recibió la Medalla de Honor de la Orden de Farmacéuticos
En 1995, le fue entregada la Medalla de Honor de la Universidad Complutense de Madrid y un año después el Premio Almofariz a Figura del Año. En 2006, recibió el Premio Universidad de Lisboa.
En 2010, la Orden de Farmacéuticos de Portugal creó en su honor el Premio de Investigación Científica Profesora María Odette Santos-Ferreira. En 2012, fue reconocida con el Premio Nacional de Salud del Ministerio de Salud de Portugal, por su "brillante labor investigadora y su labor pedagógica y cívica". Un año después, recibió Premio Salud Sostenible.
En 2016, el Ministerio de Ciencia, Tecnología y Educación Superior de Portugal le otorgó la Medalla al Mérito Científico. En 2017, el presidente de la República Portuguesa, Marcelo Rebelo de Sousa, la condecoró con la Gran Cruz de la Orden de Instrucción Pública. Ese mismo año, la Facultad de Farmacia de la Universidad de Lisboa puso su nombre al auditorio de la facultad.